# Pátria Armada
Pátria Armada é uma minissérie brasileira de quadrinhos criada por Klebs Junior.

## Enredo
A HQ é ambientada no ano de 1994 em uma realidade alternativa pós-apocalíptica na qual o Golpe Militar de 1964 desencadeou uma guerra civil entre "legalistas" e "federalistas" que se estende por 30 anos. A história, dividida em três partes, acompanha a paranormal Cristina, membro de um grupo de jovens que ganhou habilidades sobre-humanas após ataques químicos originários dos dois lados do conflito.

## Histórico
Em 2000, Klebs Junior anunciou a publicação da HQ com o título Tropa de Choque 1994 pela Brainstore, escrita e ilustrada por ele, com cores de Hermes Tadeu.
A revista não foi lançada, o projeto foi retomado em fevereiro de 2014,  sendo financiada por meio de crowdfunding, através de site Catarse, e foi publicada pelo Instituto HQ. Pátria Armada ganhou o Troféu HQ Mix de 2016 na categoria "melhor minissérie" (prêmio dividido com a minissérie Ditadura no Ar) e, no mesmo ano, ganhou uma edição especial chamada Pátria Armada: visões de guerra, reunindo cerca de 40 histórias, o álbum contou com a participação de  Alexandre Jubran (capa) Renato Guedes (capa alternativa), Agustin Graham Nakamura, Alex Mir , Alex Genaro, Alexandre Callari, Luiz Campello, Carlos Ruas, Leonardo Maciel, Claudio Alves, Mauricio Leone, Custódio Rosa, Ede Wagner e Leandro Ricardo, Eric Peleias, Pedro Mauro, Fábio Catena, Felipe Folgosi, Wellington Diaz, Flavio Calazans, Flávio Luiz, Flavio Soares, Henrique Kipper, Igor Oliveira, Laudo Ferreira, Magenta King, Marcatti, Marcio R. Gotland, Marco Antônio Alves, PH Marcondes, Mario Cau, Maurício Muniz, Geraldo Borges, Maxx Figueiredo, Raphael Fernandes, Clayton Inloco, Ricardo Tayra, Ivan Nunes, Orlandeli, Will Sideralman, Daniel Esteves, Zé do Caixão, Liz Vamp e Adauto Silva, a partir do universo ficcional apresentado na minissérie original.
Em 2017, durante a Comic Con Experience, a produtora Waba Waba Media apresentou um jogo baseado na série.